# Визирование
Визи́рование — заверение документа официальным лицом путём проставления подписи, удостоверяющей, что подписывающий ознакомился с содержанием документа и согласен с ним. Визирование также может осуществляться посредством штампа или печати.
Может удостоверять согласие с его содержанием или обязывать всех, кому он адресован, исполнять или руководствоваться изложенным в нём постановлениям. Визирование необходимо для устранения обезличивания в процессе управления.
Официально в письмах и служебных записках данное выражение «Визирование» писать некорректно и неправильно. Обычно выражение «Визирование» в официальной переписке заменяется на «Согласование».
Визирование документа — это согласование документа внутри организации, когда лицо-исполнитель оформляет документ листом (визой) согласования документа с указанием:

«должность»<без конечной точки!>
«подпись» «Инициалы, Фамилия»<без конечной точки!>
«дата:ДД мммм ГГГГ»<без конечной точки!>
В случае необходимости указания замечаний оформляется отдельный прилагаемый лист со следующей подписью:

Замечания прилагаются.
«должность»<без конечной точки!>
«подпись» «Инициалы, Фамилия»<без конечной точки!>
«дата:ДД мммм ГГГГ»<без конечной точки!>
«Визы» размещаются на оборотной стороне последнего листа визируемого документа в нижней части, для оригинала, который остается внутри организации. Для документа, который отправляется из организации, «визы» размещаются на лицевой стороне копии визируемого документа.